# Mikulášová
Mikulášová, russinisch Микулашова/Mykulaschowa (bis 1948 slowakisch „Niklová“; ungarisch Miklósvölgye – bis 1907 Niklova) ist eine Gemeinde im Osten der Slowakei mit 124 Einwohnern (Stand 31. Dezember 2024). Sie gehört zum Okres Bardejov, einem Kreis des Prešovský kraj, und wird zur traditionellen Landschaft Šariš gezählt.

## Geographie
Die Gemeinde befindet sich im nördlichen Teil der Niederen Beskiden, noch genauer im Bergland Ondavská vrchovina, im oberen Tal der Ondava, wo die rechtsseitige Jedlinka in sie mündet. Das Ortszentrum liegt auf einer Höhe von 350 m n.m. und ist 17 Kilometer von Bardejov entfernt (Straßenentfernung).
Nachbargemeinden sind Varadka im Norden, Nižná Polianka und Hutka im Nordosten, Vyšný Mirošov im Osten, Dubová im Südosten, Cigla im Süden, Smilno im Süden und Jedlinka im Nordwesten.

## Geschichte

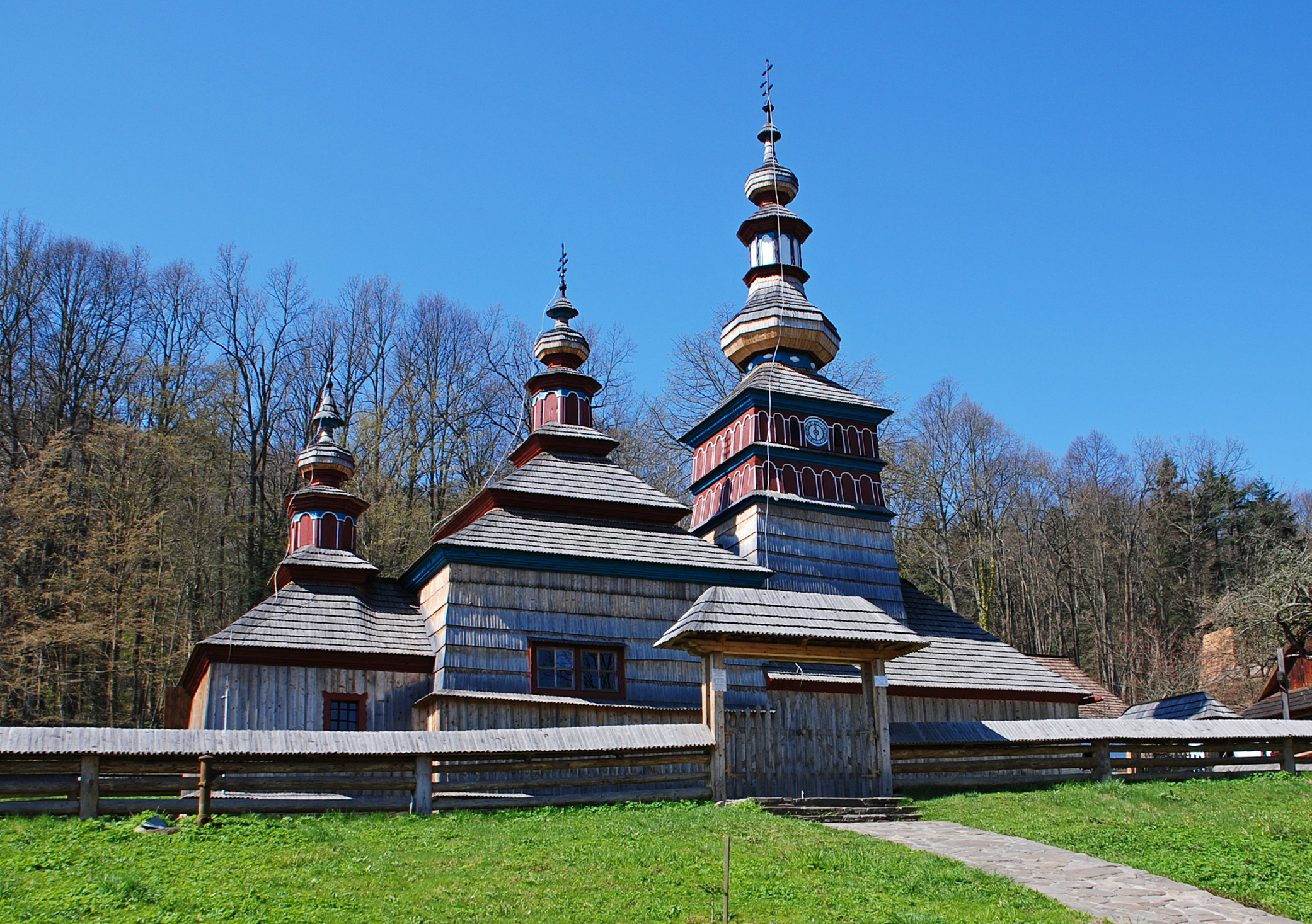
Griechisch-katholische Holzkirche aus Mikulášová im Freilichtmuseum in Bardejovské Kúpele

Mikulášová entstand in der zweiten Hälfte des 14. Jahrhunderts nach deutschem Recht, wurde zum ersten Mal 1414 als Myklosuagasa schriftlich erwähnt und war damals Teil der Herrschaft von Makovica. 1427 wurden 16 Porta verzeichnet. Im späten 15. Jahrhundert entvölkerte sich der Ort nach einem Überfall durch ein polnisches Heer, 1711 flohen die meisten Untertanen aus dem Dorf.
1787 hatte die Ortschaft 59 Häuser und 372 Einwohner, 1828 zählte man 61 Häuser und 474 Einwohner, die als Viehhalter beschäftigt waren. Im 19. Jahrhundert gab es hier einen Schieferbruch, andererseits wanderten viele Einwohner in der zweiten Hälfte des 19. und im frühen 20. Jahrhundert aus.
Bis 1918 gehörte der im Komitat Sáros liegende Ort zum Königreich Ungarn und kam danach zur Tschechoslowakei beziehungsweise heute Slowakei. Nach dem Zweiten Weltkrieg pendelte ein Teil der Einwohner zur Arbeit in Industriebetriebe in Bardejov und Košice, die örtliche Einheitliche landwirtschaftliche Genossenschaft (Abk. JRD) wurde im Jahr 1959 gegründet.

## Bevölkerung
| Jahr                | 1994 | 2004     | 2014     | 2024    |
| ------------------- | ---- | -------- | -------- | ------- |
| Anzahl der Personen | 170  | 146      | 130      | 124     |
| Unterschied         |      | −14,11 % | −10,95 % | −4,61 % |

| Jahr                | 2023 | 2024   |
| ------------------- | ---- | ------ |
| Anzahl der Personen | 125  | 124    |
| Unterschied         |      | −0,8 % |

Nach der Volkszählung 2011 wohnten in Mikulášová 140 Einwohner, davon 81 Slowaken, 50 Russinen, vier Ukrainer und ein Tscheche. Vier Einwohner machten keine Angabe zur Ethnie.
76 Einwohner bekannten sich zur orthodoxen Kirche, 36 Einwohner zur griechisch-katholischen Kirche, 20 Einwohner zu den Zeugen Jehovas, vier Einwohner zur römisch-katholischen Kirche und ein Einwohner zur Evangelischen Kirche A. B. Ein Einwohner war konfessionslos und bei zwei Einwohnern wurde die Konfession nicht ermittelt.

## Bauwerke
- griechisch-katholische Holzkirche Schutz der hochheiligen Gottesgebärerin aus dem Jahr 1730, seit 1931 steht sie im Museum der Volksarchitektur (Freilichtmuseum) in Bardejovské Kúpele[6]

## Verkehr
Nach Mikulášová führt nur die Straße 3. Ordnung 3521 als Abzweig der Straße 1. Ordnung 77 zwischen Bardejov und Svidník.